# Avezaguet
L'Avezaguet est un ruisseau qui traverse le département des Hautes-Pyrénées, dans la région Occitanie et un affluent droit de l'Arros dans le bassin versant de l'Adour.

## Géographie

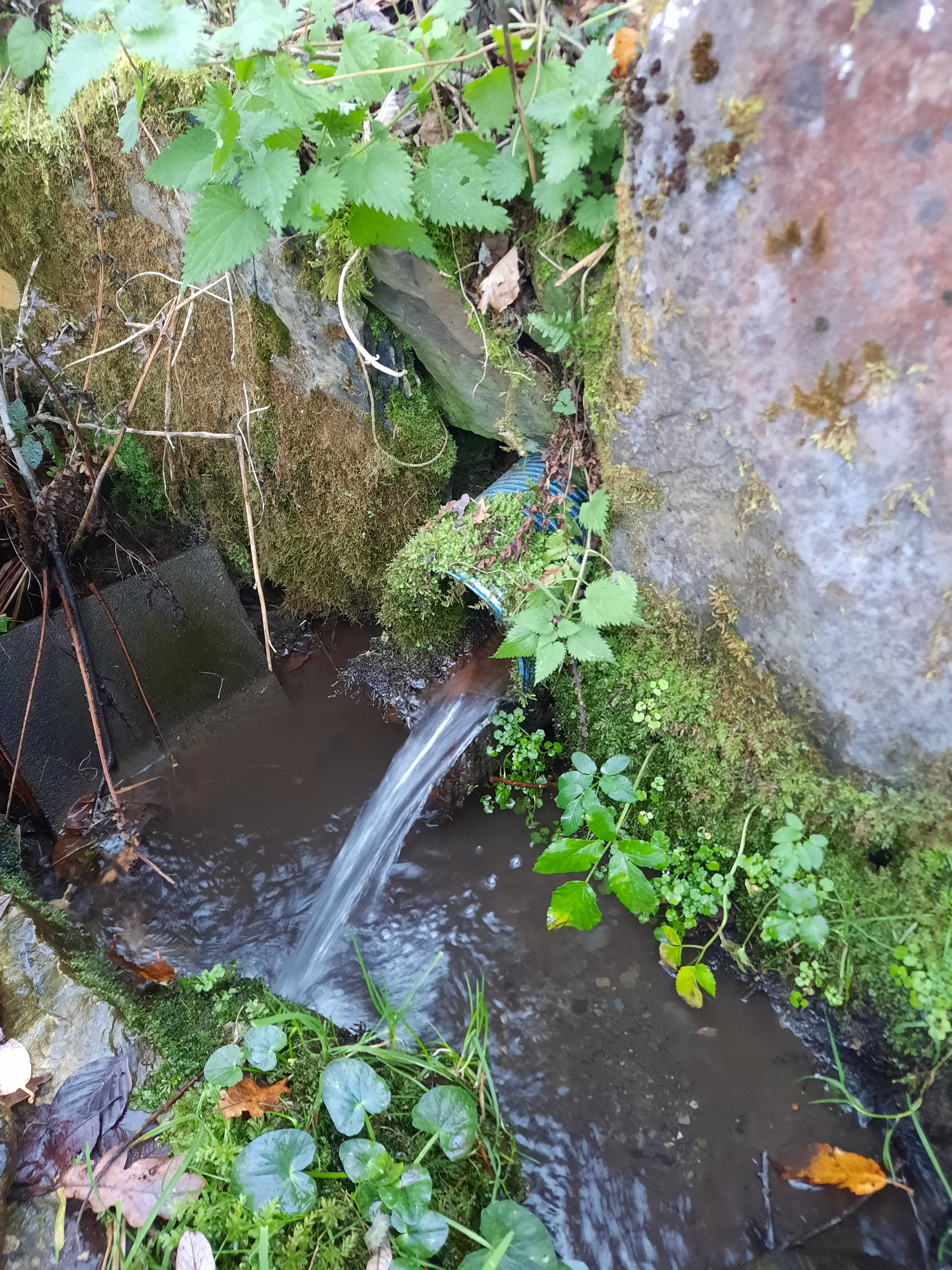
La source de l'Avezaguet, au niveau du lieu-dit La Pomarède, dans le village de Prat (commune d'Avezac-Prat-Lahitte).

D'une longueur de 10,7 kilomètres, il prend sa source sur la commune d'Avezac-Prat-Lahitte (Hautes-Pyrénées), à 640 mètres d'altitude.
Il coule du sud-est vers le nord-ouest et conflue dans l'Arros à Sarlabous, à 361 mètres d'altitude.
Il passe par le moulin de Sarlabous.

### Communes et département traversés
Dans le département des Hautes-Pyrénées, l'Avezaguet traverse les trois communes suivantes, dans deux cantons, de l'amont vers l'aval, d'Avezac-Prat-Lahitte (source), Tilhouse et Sarlabous (confluence).
Soit en termes de cantons, l'Avezaguet prend source dans le canton de Neste, Aure et Louron et conflue dans le canton de la Vallée de la Barousse, dans l'arrondissement de Bagnères-de-Bigorre.

## Affluents
L'Avezaguet a un affluent référencé :
- (G) le ruisseau Lahitte, 5,0 km, qui traverse Avezac-Prat-Lahitte et Tilhouse, et conflue à Lahitte.

Géoportail référence un autre affluent :
- (D) le ruisseau de Bazor, qui conflue près d'Avezac-Gare

Donc son rang de Strahler est de deux.

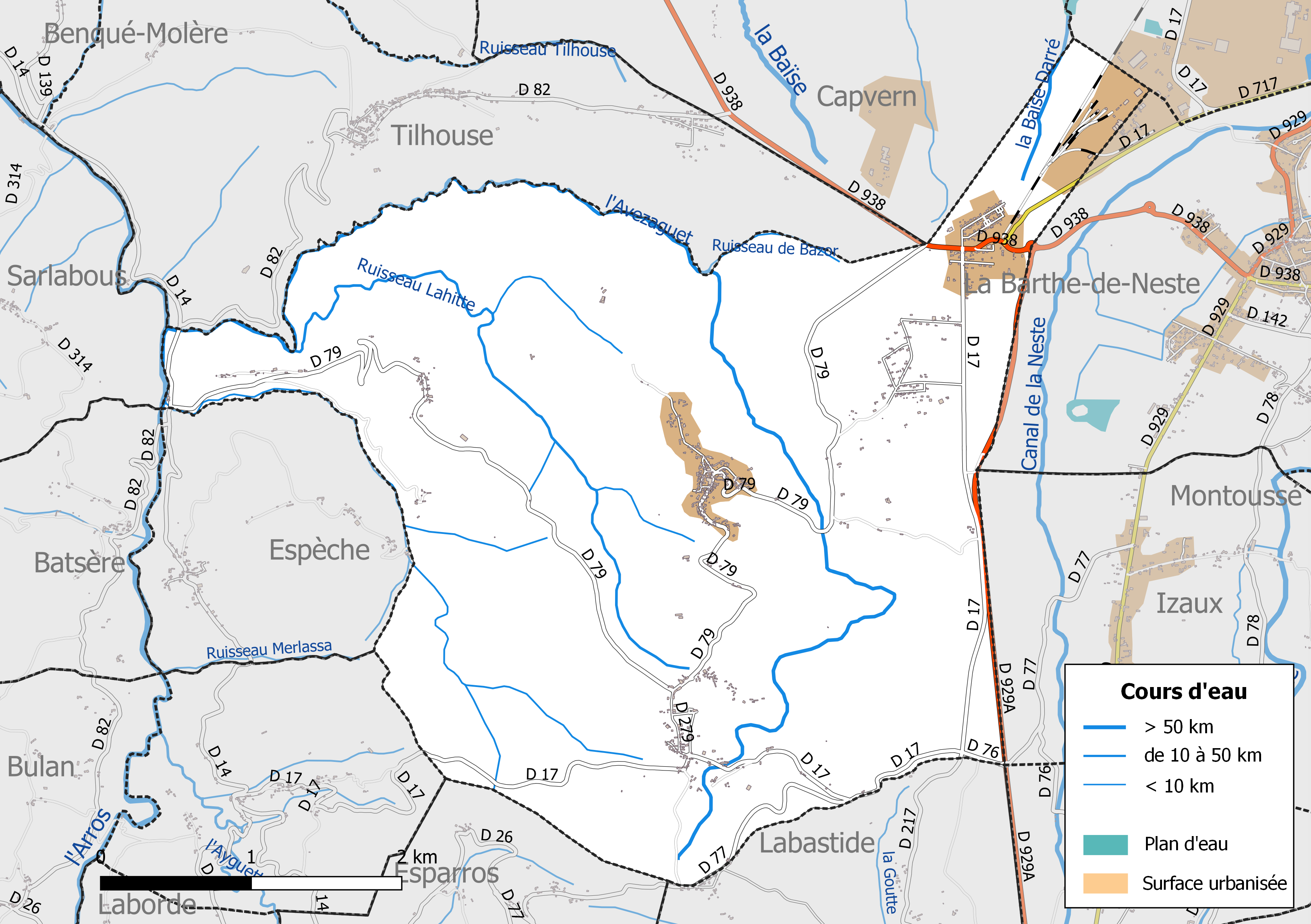
Carte hydrographique de l'Avezaguet sur le territoire de la commune d'Avezac-Prat-Lahitte : la rivière y prend sa source au sud de la commune pour se jeter dans l'Arros à l'extrême Ouest de la commune, On voit aussi les deux affluents que sont les ruisseaux de Bazor et Lahitte.

## Hydrologie

### Bassin versant
L'Avezaguet traverse une seule zone hydrographique l'Arros de sa source au confluent du Lalherde (Q050) de 88 km2 de superficie. Ce bassin versant est constitué à 67,81 % de « forêts et milieux semi-naturels », à 31,46 % de « forêts et milieux semi-naturels », à 0,20 % de « forêts et milieux semi-naturels »[pas clair].

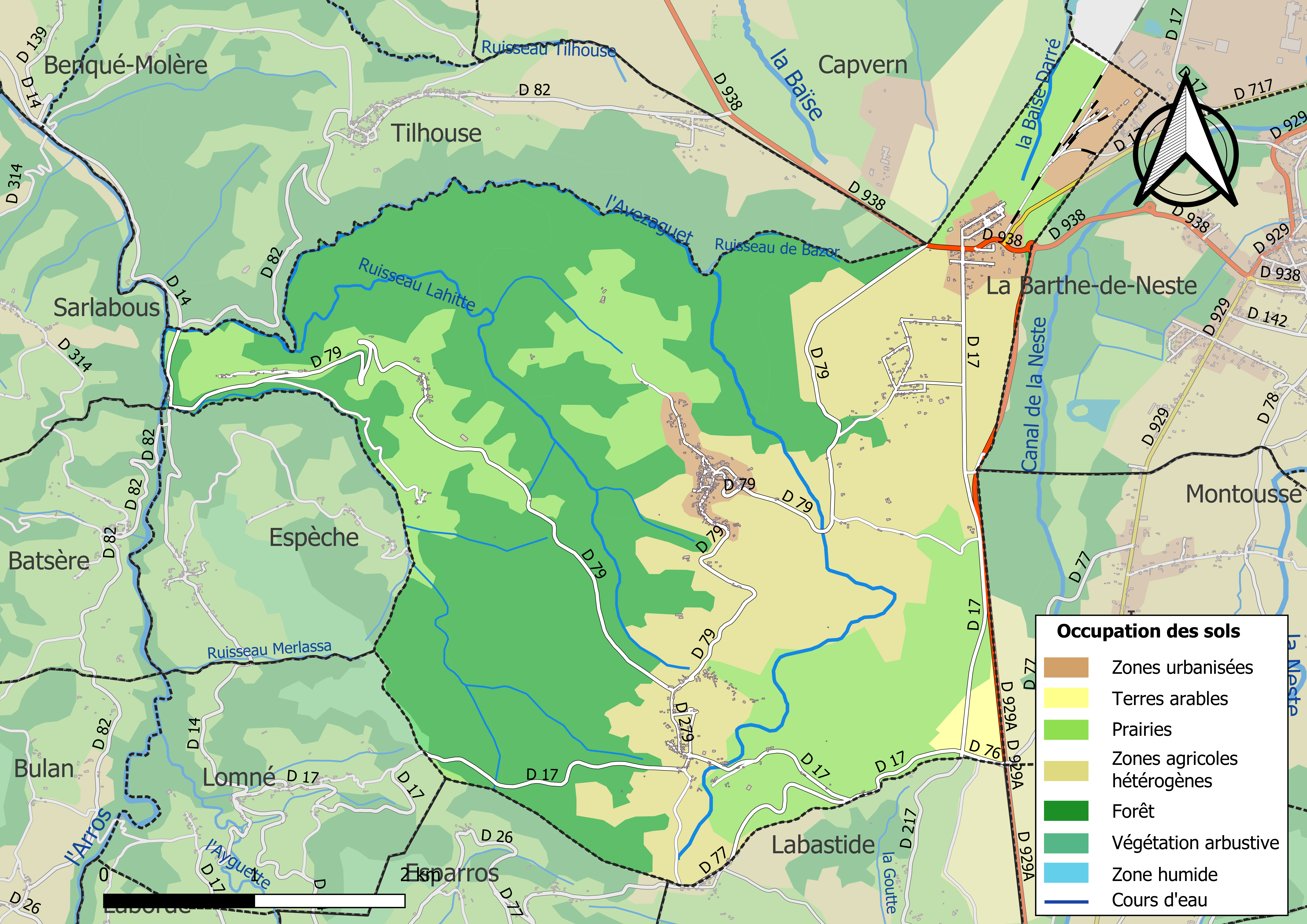
Carte de la couverture végétale du bassin versant sur la commune d'Avezac-Prat-Lahitte.

## Aménagements
L'assainissement des eaux usées d'Avezac-Prat-Lahitte est assuré, de manière collective, par deux stations d'épuration à lagunage, l'une à Avezac-Gare, d'une capacité de 200 EH (équivalent-habitant), avec rejet des eaux épurées dans la Baïse Darré, l'autre à Avezac-Village, d'une capacité de 500 EH, avec rejet des eaux épurées dans l'Avezaguet.

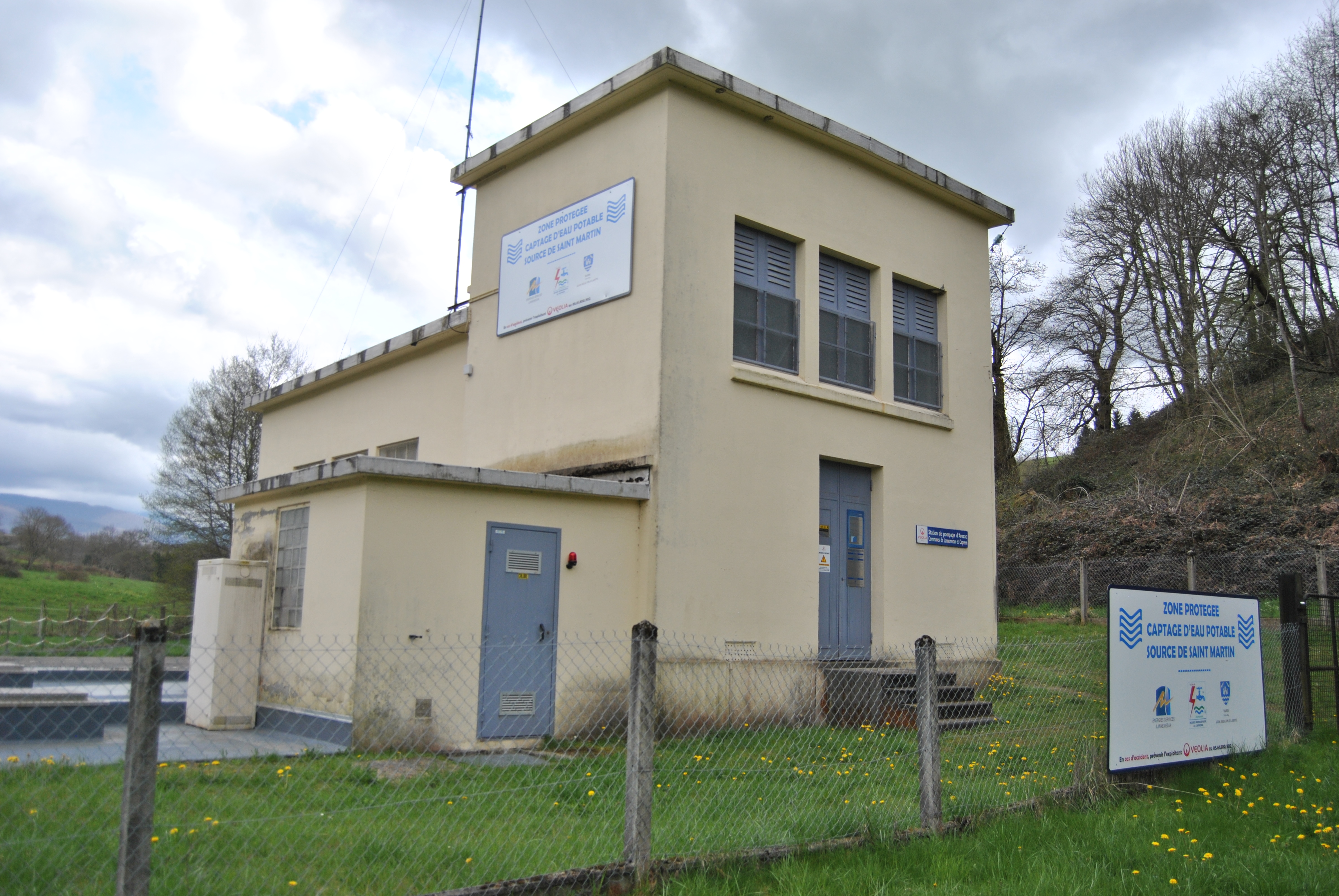
Point de captage d'eau potable de la source Saint-Martin, au niveau de l'Avezaguet, en 2018.
Schéma simplifié de la station d'épuration d'Avezac-Village, vue du dessus.

## Écologie

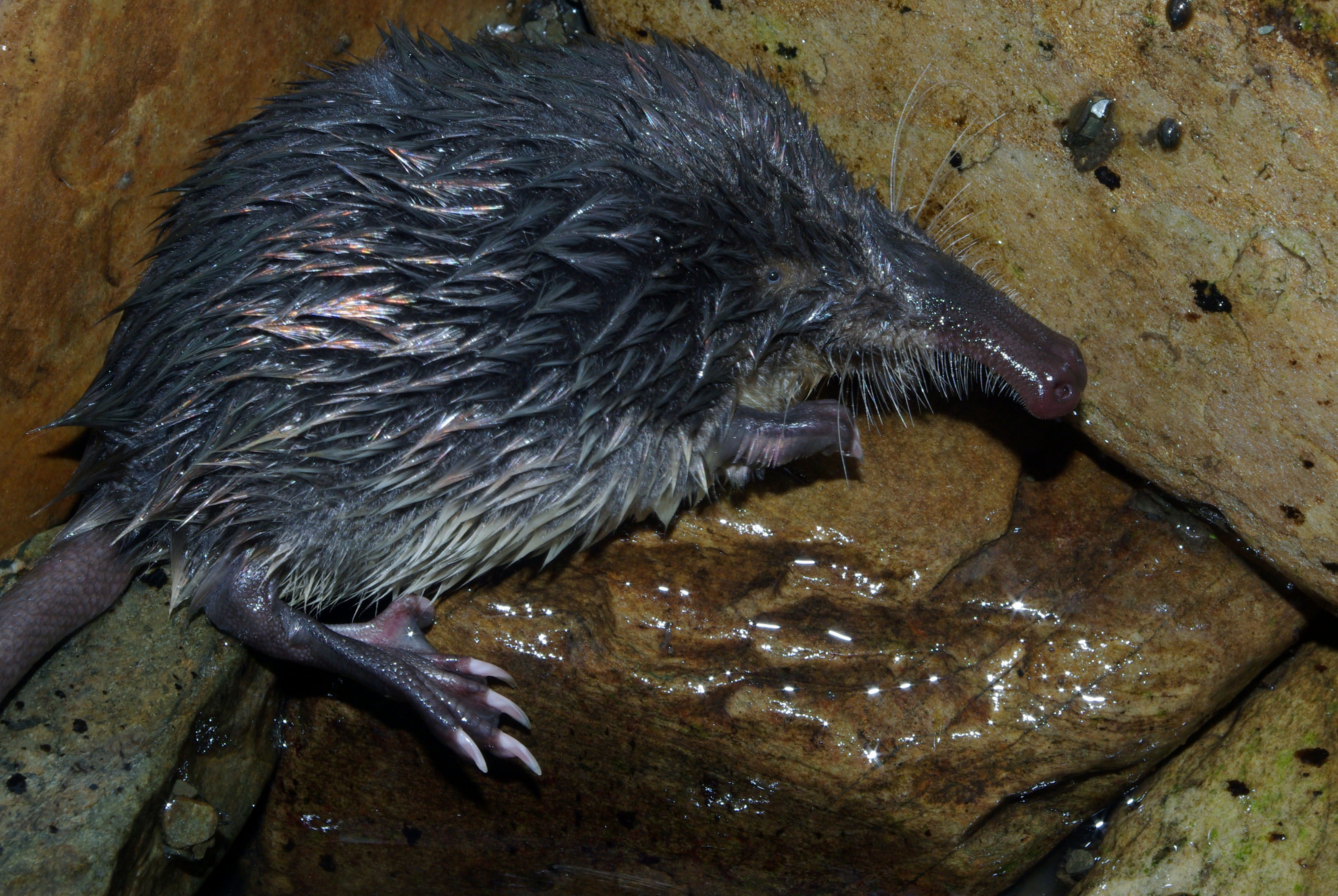
Le Desman des Pyrénées, ou Rat-trompette, est un enjeu majeur de la ZNIEFF « Réseau hydrographique des Baronnies ».

Deux ZNIEFF sont recensées autour de l'Avezaguet et de son bassin versant : une de type 1, le « Réseau hydrographique des Baronnies », et une de type 2, la « zone des Baronnies des Pyrénées ».
Le « Réseau hydrographique des Baronnies » comprend 5 m de part et d'autre du lit mineur des différents cours d’eau du bassin versant de l'Arros, et donc l'Avezaguet, le ruisseau de Lahitte et leurs affluents. Elle correspond notamment à l'habitat de deux espèces de mammifères semi-aquatiques : le Desman des Pyrénées et la Loutre d'Europe, mais aussi à la répartition d'autres enjeux faune-flore étroitement liés à la présence des ruisseaux. Le Desman des Pyrénées, petit mammifère semi-aquatique de la famille des talpidés, est particulièrement original dans tous les aspects de sa biologie. La présence potentielle de cette espèce très rare et endémique des Pyrénées et du quart nord-ouest de la péninsule ibérique, est exceptionnelle. Il constitue un des enjeux majeurs de cette ZNIEFF. Toutes les perturbations pouvant affecter le fonctionnement des cours d'eau et notamment le fonctionnement hydrologique sont préjudiciables à l'espèce.
La « zone des Baronnies des Pyrénées » s'étend sur l'ensemble des Baronnies, une entité bien définie constituée du haut bassin de l'Arros et présentant une superficie de 204 km2. Elle occupe tout le bassin versant de l'Avezaguet. Elle est l'habitat privilégié de nombreuses plantes endémiques, comme la Scrofulaire des Pyrénées (Scrophularia pyrenaica) ou l'Androsace hérissée (Androsace hirtella), toutes deux protégées au niveau national. Les grands complexes forestiers offrent un habitat privilégié pour la faune.

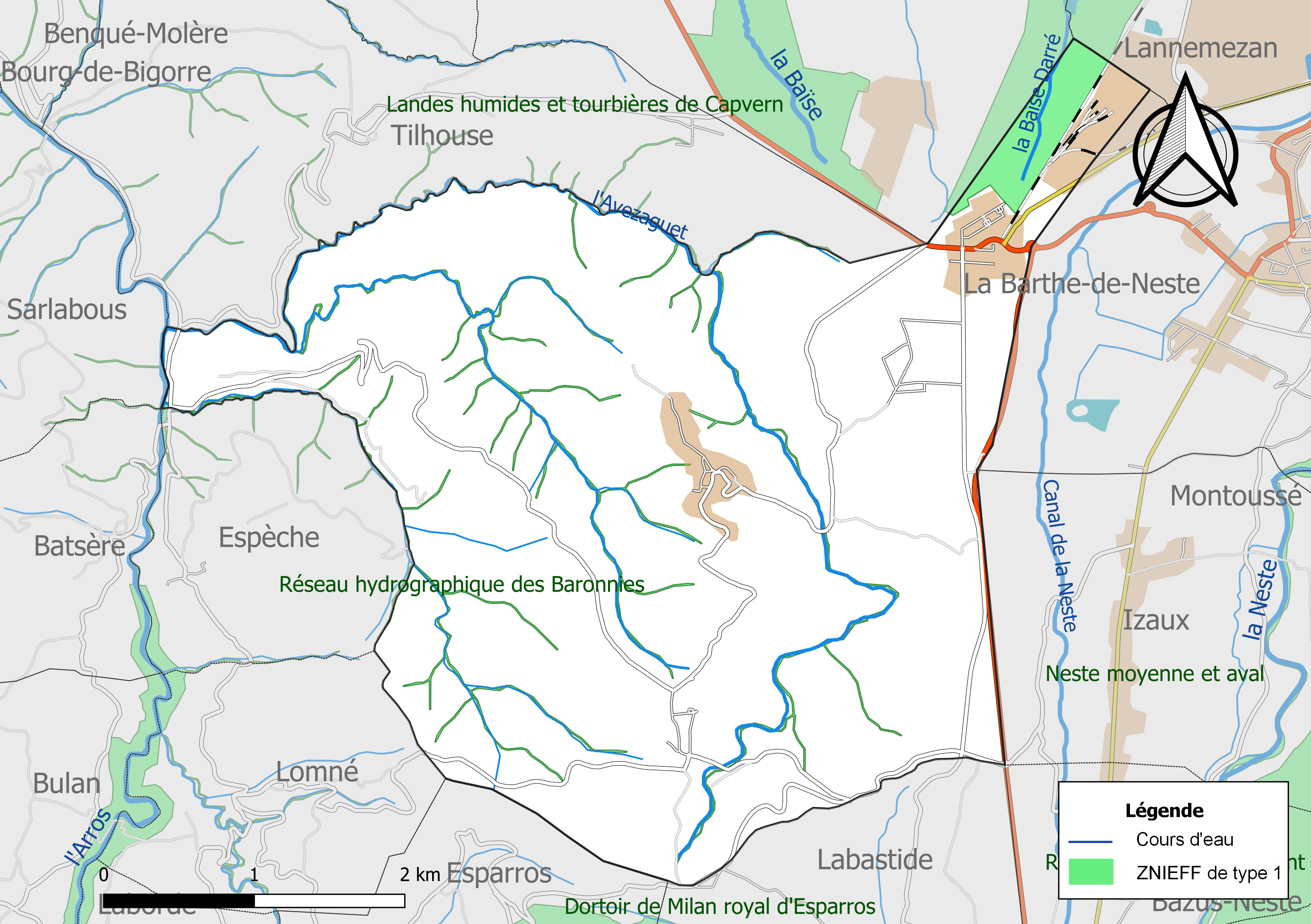
ZNIEFF de type 1, dont le « Réseau hydrographique des Baronnies ».
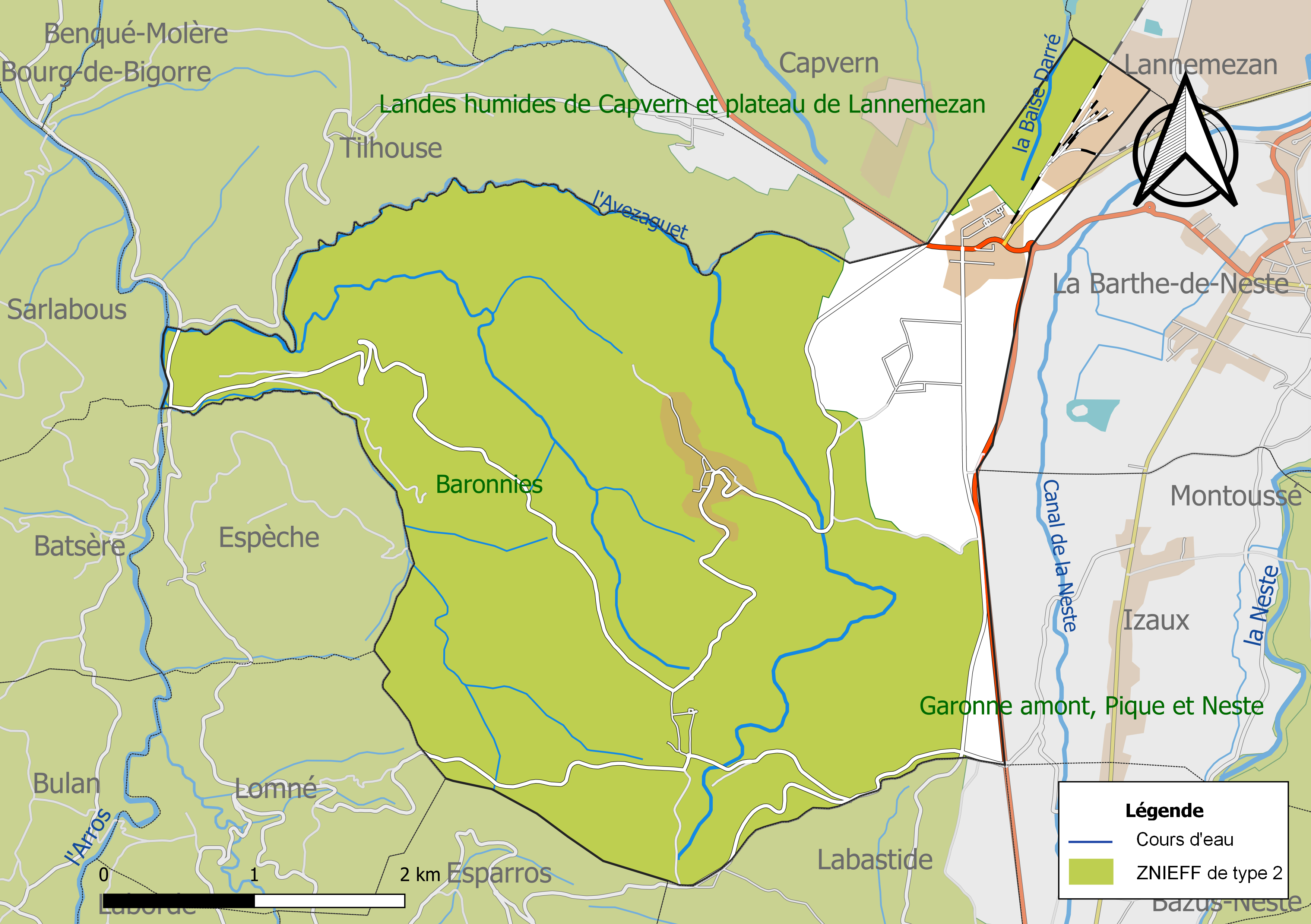
ZNIEFF de type 2, dont la « zone des Baronnies des Pyrénées » qui occupe tout le bassin versant de l'Avezaguet.